# Сураттхани
Сура́ттха́ни (тайск. สุราษฎร์ธานี) — город в одноимённой провинции на юге Таиланда, при впадении реки Тапи в бухту Бандон, в 640 км юго-западнее Бангкока. 

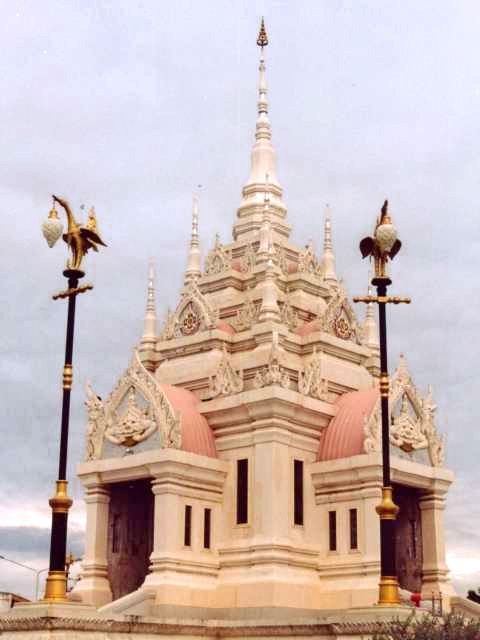
Городское святилище

## История
Город Чиайя, недалеко от современного Сураттхани, был известен во времена империи Шривиджая, возможно, даже одно время был её столицей. В 1897 году Чиайя и Канчанадит образовали одну провинцию, административный центр которой был помещён в небольшой город Бандон («Деревня на возвышении»). В 1915 году король Вачиравудх (Рама VI) переименовал Бандон в Сураттхани, что означает «Город хороших людей», что подчёркивает приверженность населения буддизму. Формальный статус города Сураттхани получил лишь 4 мая 2007 года. 
В Сураттхани находится кафедра католического епископа, отвечающая за 6000 католиков Южного Таиланда.

## Экономика
Сураттхани является центром горнодобывающей промышленности и лесоторговли. Порт города является важной рыболовецкой гаванью.
Вокруг города расположены плантации кокосовых пальм.
К западу в 30 км от города расположен аэропорт, используемый для транзита на остров Самуй, с которым Сураттхани связывает паромное сообщение.
Железнодорожная станция Сураттхани на южной линии железной дороги, соединяющей Бангкок с Южным Таиландом, находится в 15 км от города.